# Éric Échampard
Éric Échampard, né le 24 décembre 1970 à Bourg-en-Bresse, est un batteur et compositeur français de jazz.

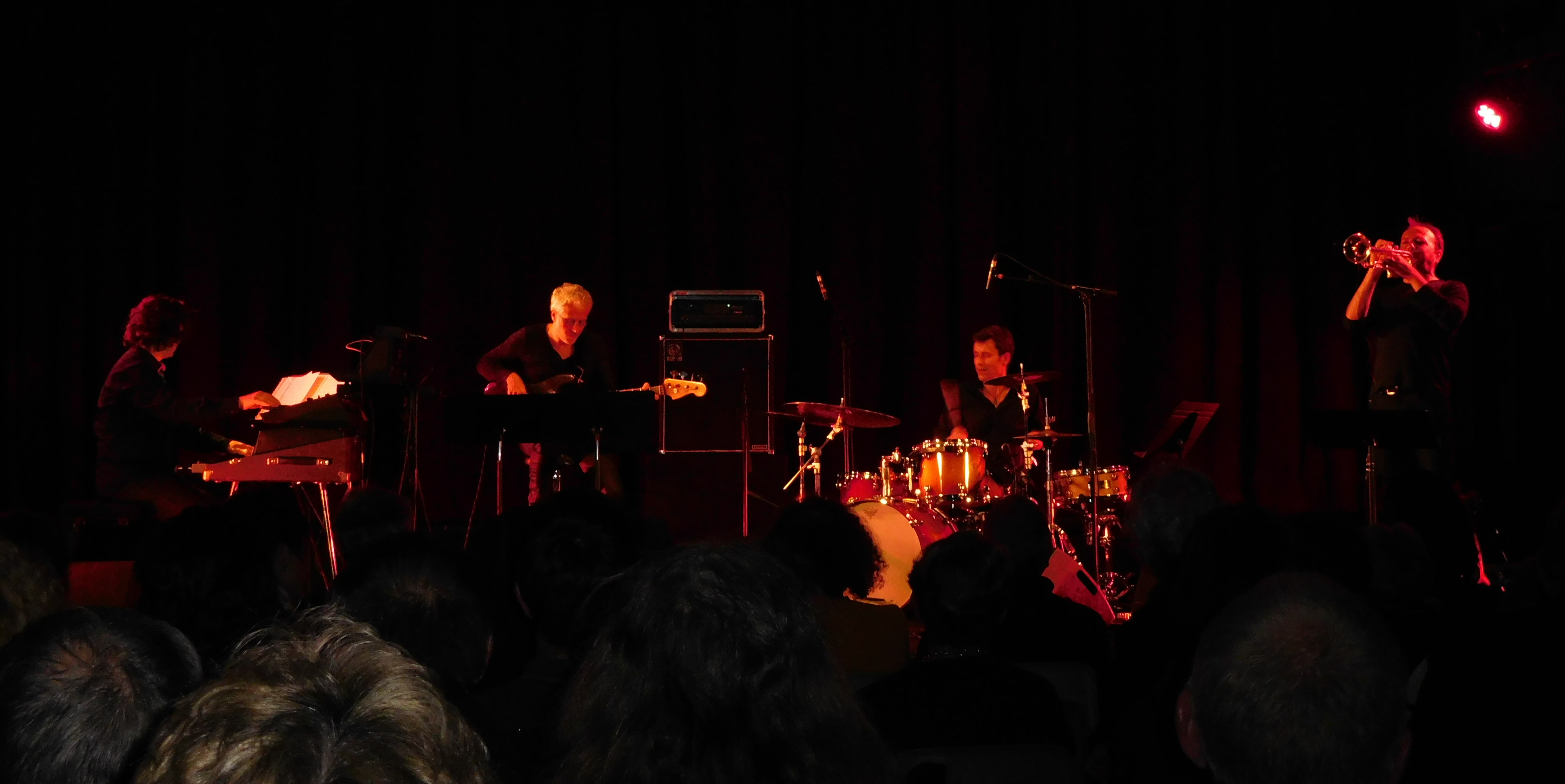
En concert à Cosne-Cours-sur-Loire avec le quartet de Fabrice Martinez en mai 2016.

## Biographie
Éric Échampard aborde la batterie très jeune (à 7 ans) avec un professeur ami de son père. Il suit parallèlement à partir de 10 ans un cursus de formation classique, d'abord au conservatoire de Bourg-en-Bresse, puis Lyon, et Clermont-Ferrand. Il y étudie particulièrement la musique contemporaine, notamment Iannis Xenakis et Georges Aperghis. Il obtient un premier prix de percussions classique et contemporaine en 1995 au Conservatoire national supérieur de musique de Lyon. Il fait ses premiers pas dans le jazz avec Bernard Struber, puis dans le quintet et le grand orchestre Système Friche de Jacques Di Donato.
Un point important de sa carrière est la création du trio de François Corneloup, avec Claude Tchamitchian. Il participe ensuite à de nombreuses aventures de l'avant-garde en intégrant le trio de Marc Ducret, le Grand Lousadzak de Claude Tchamitchian, le MegaOctet d’Andy Emler.
Il intègre l'orchestre national de jazz d'Olivier Benoit de 2014 à 2018.
Il est membre du groupe Caravaggio.

## Discographie (sélection)
- 1993 : Jacques Di Donato Quintet : Clic!!!, Pan Music
- 1996 : Jacques Di Donato et Xavier Charles : Système Friche, In Situ
- 1997 : François Corneloup Trio : Jardins Ouvriers, Evidence
- 1998 : Louis Sclavis et Bernard Struber Jazztet : Le Phare, ENJA
- 1998 : Grand Lousadzak : Bassma Suite, Evidence
- 1998 : BONI – ECHAMPARD « Two Angels for Cecil ». emv 1009 (Emouvance)
- 1998 : Marc Ducret Trio : L’Ombra di Verdi, Screwgun Records
- 1999 : François Corneloup Trio : Cadran Lunaire, Evidence
- 2001 : F. CORNELOUP Quartet « Pidjin ». FA N466 (Frémeaux et associés)
- 1999 : Louis Sclavis : Danses et Autres Scènes, Label Bleu
- 2002 : CARAVAGGIO  470 202.
- 2002 : Bernard STRUBER Jazztet « les arômes de la mémoire »
- 2003 : Claude Tchamitchian, Échampard, Emler : Tee Time, In Circum Girum
- 2003 : Marc DUCRET « Qui parle ? ». SKE 333 038
- 2003 : Guillaume  SEGURON Quartet “ Witches”. AJM 06
- 2004: Andy EMLER MégaOctet “dreams in tune” NTCD 361 (nocturne)
- 2005 : Kimmo Pohjonen et Éric Échampard : Uumen (CD, album), Rockadillo Records, Westpark Music
- 2005 : VSP Orkestra et Arkady Shilkloper, "Piment" , Pascal Beck, Ghislain Muller, Renaud Leipp, Octa Prod production, CD, LP , réf.: ORK 002
- 2005: Andy EMLER  MégaOctet  “West in Peace”. NTCD 410 (nocturne)
- 2006 : Andy Emler, Tchamitchian, Échampard : À Quelle Distance Sommes-Nous ?, In Circum Girum
- 2006: Benjamin MOUSSAY trio “Swimming pool”. OP 111 HM 87 www.oplus.org (Harmonia Mundi)
- 2006: Bernard STRUBER Jazztet « parfum de récidive ». 274 1389 (Harmonia Mundi)
- 2007 : STRUBER Z’TETT plays ZAPPA « les noces de Dada ». 274 1510 (Harmonia Mundi)
- 2007 : Rémi CHARMASSON Quintet « manœuvres ». AJM 13 www.jazzalajmi.com
- 2007 : Marc DUCRET   « Le sens de la marche » (illusions) ILL3013004 www.illusionmusic.fr
- 2007 : Louis SCLAVIS « danse et autres scènes ». LBLC 6616 HM 83 (Label Bleu)
- 2008 : Christophe MONNIOT Vivaldi Universel « saison 5 » . Cristal.
- 2009 : Denis COLIN et la Cie des Arpenteurs. « Subject to change ». Le chant du Monde.
- 2009 : Andy EMLER MégaOctet « Crouch, touch, engage ». Naïve.
- 2010 : STRUBER Z'TETT “ Soul songs and Louise” (Tambour battant)
- 2010 : Benjamin MOUSSAY trio “On Air”. LJ 12 ( Laborie)
- 2011 : Alain VANKENHOVE “Beyond Mountains”. (Yolk)
- 2011 :  Maria Laura BACCARINI : FURROW  “A Cole Porter tribute”. AB 007 (Abalone)
- 2011 : Andy EMLER Royaumont  “Pause”.
- 2011 : Fabrice MARTINEZ Trio  “Chut les chiens”.
- 2012 : Andy EMLER MégaOctet  “E Total” ( La Buissonne RJAL397014)
- 2012 : CARAVAGGIO # 2 - Studio ( La Buissonne RJAL397016)
- 2013 : EMLER - TCHAMITCHIAN- ECHAMPARD “Sad and Beautiful” (La Buissonne RJAL397018)
- 2014 : Orch. Nat. de Jazz (Olivier Benoit) EUROPA PARIS -            ONJAZZ RECORDS
- 2015 : Orch. Nat. de Jazz (Olivier Benoit) EUROPA BERLIN -          ONJAZZ RECORDS
- 2015 : Trio DUCRET + 3  “Métatonal”. (Live au Triton déc.2015) Ayler records. AYLCD-148
- 2015 :  CARAVAGGIO “turn up”                                                         La buissonne: RJAL397027
- 2015 : Marc DUCRET Trio+3 “Métatonal”                                             AYLCD-148
- 2016 : ONJ “EUROPA ROME”                                                            ONJAZZrecords 444444
- 2016 : Fabrice MARTINEZ “Chut ! Rebirth”                                         ONJ Records
- 2017 : ONJ “EUROPA OSLO”                                                              ONJAZZrecords 454444
- 2017 : Andy Emler, Marc Ducret, Claude Tchamitchian et Éric Échampard : Running Backwards, La Buissonne(Emouvance)
- 2016 : Fabrice MARTINEZ “Chut ! Rebirth”                                         ONJ Records
- 2017 : ONJ “EUROPA OSLO”                                                             ONJAZZ RECORDS 454444
- 2017 : “Kanku” Alexandra Grimal                                                        ONJ Records JF005
- 2018 : “Concert Anniversaire 30 ans” ONJ. DVD et CD                      ONJ Records
- 2018 : “A Moment For...”  MégaOctet                                                  La buissonne:
- 2019 : “Hypocrisis” live. Florent Pujuila Quartet                                  B records
- 2019 : “Big Rock”. Yvan Robillard. YR3                                              Klarthe KRJ021
- 2019 : “Tempus Fugit”. Caravaggio                                                     Éole Records
- 2020 : “Transatlantic Roots”. Angélini, Martinez, Echampard. Label Vision Fugitive
- 2021 : “Thé Useful Report”. Emler, Tchamitchian, Echampard. La Buissonne
- 2021 : “Just a beginning”.Live Jazz à Nevers MégaOctet                   Label Pee Wee
- 2023 : “No Rush!” MégaOctet. La Buissonne
- 2023 : “Song for Louisa” Laurent Bonnot . OuliPo quartet                    Juste une trace
- 2023 : “Réminiscences” Brass Spirit quintet. Gueorgui Kornazov         Auto production
- 2023 : "Couleur.S" trio. P. Boesflig, E. Echampard, J. Fohrer                 LAT 8/1
- 2024 : "Le temps est parti pour rester", Andy Emler PEEWEE!              SOCADISC PW1016